# Микільська церква (Севастополь)
Храм-піраміда св. Миколай — православний храм у Севастополі, на меморіальному кладовищі. Храм був споруджений у 1870 році.

## Історія храму
Храм будувався з 1857 по 1870 роки. Пірамідальна церква споруджена на Братському кладовищі (Північна сторона). Вибравши форму єгипетської піраміди, автор прагнув передати ідею вічності. Піраміду вінчає масивний 16-тонний хрест. Зовні, на стінах церкви, розміщені 56 діоритових дощок, з найменуванням частин, що відстоювали Севастополь в першу оборону, з позначенням їх чисельного складу, кількості полеглих у боях. У стіни з внутрішньої сторони вмонтовані 38 дощок з чорного мармуру з іменами 943 офіцерів, генералів і адміралів, загиблих в дні оборони Севастополя 1854-1855 рр. В церкву вели бронзові литі двері витонченої роботи Адольфа Морана.
Зсередини церква була розписана у візантійському стилі. Стіни її прикрашав прекрасний фресковий живопис, виконаний художниками-академіками А.Є. Корнєєвим і А.Д. Літовченко. Проте від вогкості фрески швидко псувалися, і незабаром їх замінили мозаїкою, яка точно копіювала колишній живопис. Мозаїку зробили у Венеції, в майстерні італійського художника Сельвіаті, по картонах художника М.Н. Протопопова.
У роки Другої оборони храм сильно постраждав: верхівка будівлі була знесена, величезний хрест рухнув на землю, частина його відкололася. Нині церква-пам'ятник реставрується і є діючою.

## Архітектор
Архітектор О. О. Авдєєв за проект цього храму отримав звання академіка архітектури.